# Hans-Oeschger-Medaille
Die Hans-Oeschger-Medaille ist ein in der Regel jährlich verliehener Preis in Geowissenschaften der European Geosciences Union (EGU).
Die Auszeichnung wurde 2002 durch die European Geophysical Society (EGS) eingeführt. Nach deren Fusion mit der European Union of Geosciences (EUG) im Jahre 2003 wird die Verleihung seither durch die daraus hervorgegangene EGU in der Sparte „Klima: Vergangenheit, Gegenwart und Zukunft“ vorgenommen.
Die Medaille wird Wissenschaftlern für herausragende Leistungen in der Erforschung von Eis und/oder kurzfristigen klimatischen Veränderungen (Vergangenheit, Gegenwart, Zukunft) verliehen. Benannt ist sie nach dem Schweizer Physiker Hans Oeschger, einem Pionier der Klimaforschung, in Anerkennung seiner wissenschaftlichen Leistungen.

## Preisträger
- 2002: Philip D. Jones
- 2003: Sigfus Johnsen
- 2004: John Mitchell
- 2005: Laurent Labeyrie
- 2006: Bernhard Stauffer
- 2007: Raymond S. Bradley
- 2008: Dominique Raynaud
- 2009: Thomas Stocker
- 2010: Françoise Gasse
- 2011: Robert Delmas
- 2012: Michael Mann
- 2013: Miryam Bar-Matthews
- 2014: Sherilyn C. Fritz
- 2016: Paul A. Mayewski
- 2017: Denis-Didier Rousseau
- 2018: Hubertus Fischer
- 2019: Edward J. Brook
- 2020: Kim M. Cobb
- 2021: Sonia Seneviratne
- 2022: Douglas Smith
- 2023: Hugues Goosse
- 2024: Michael Sigl
- 2025: Heather Marie Stoll[2]